# Theodóra bizánci császárné
Nem összetévesztendő a következővel: Theodóra bizánci császárnő (984–1056).
Theodóra bizánci császárné (görögül: Θεοδώρα), (500 körül – 548. június 28.) I. Iusztinianosz bizánci császár felesége. Ő volt a Bizánci Birodalom történetének legbefolyásosabb császárnéja.

## Életének korai szakasza
Theodóra születésének helyéről nincsenek feljegyzések, korai életéről pedig csak Caesariai Prokopiosz ír részletesen. Prokopiosz szerint Theodóra 497 és 500 között, Cipruson született, de már nagyon kicsi korától Bizáncban élt. Apja, Akakiosz, a medvék őre volt a hippodromban, anyjáról viszont semmi bizonyos nem maradt fenn. Prokopiosz szerint Theodórának egy húga és egy nővére (Komitó) volt. Prokopiosz leírja továbbá, hogy Theodóra apja korán meghalt, és nővére, Komitó színésznőként maga mellett tartotta húgát. Prokopiosz azt is állította, hogy Theodóra prostituáltként tartotta el magát. , emellett Prokopiosz által ismertté vált az a széles körben elterjedt történet, hogy Theodóra egy színházban, egy libával előadta volna a Léda és a hattyú történetét (bár Prokopiosz azt írja, hogy élőképekben szerepelt, de elbeszéléseit nem lehet teljesen bizonyosnak tekinteni).

## Házassága
Iusztinianosz, a jövendőbeli császár már harmincadik événél járhatott, amikor megismerte Theodórát: nagyon megszerette és elhalmozta ajándékokkal (Prokopiosz szerint Theodóra rendkívül kapzsi volt). Iusztiniansz rávette nagybátyját, a császárt, hogy nevezze ki Theodórát patríciusnőnek, és megkérte, engedélyezze, hogy házasságot köthessenek. Iusztinosz császár hajlott volna az utóbbi kérés teljesítésére, mert ő is nagyon kedvelte Theodórát, de felesége, Euphemia Lupicina (aki egyébként barbár rabszolgalányként született) mereven ellenezte a házasságot, arra a törvényre hivatkozva, hogy szenátorok és magas rangú emberek nem vehettek feleségül színésznőket, kurtizánokat és hetérákat. Megoldásképpen ezt a törvényt később Iusztinosz és Iusztinianosz eltörölték.
523-ban meghalt Euphemia császárné, így a házasságot (amit valószínűleg már 514-ben megkötöttek) Iusztinianosz és Theodóra között a pátriárka hivatalosan is elismerte. Prokopiosz szerint Iusztinianosznak és Theodórának egy fia és egy lánya született. A fiút Ióannésznek hívták, a lányuk az édesanyja nevét, a Theodórát kapta.

## Császárnéként
527-ben meghalt Iusztinosz császár és utódja Iusztinianosz lett. Ezzel együtt Theodóra a bizánci birodalom császárnéjává emelkedett. Theodórának nagyon erős befolyása volt a férjére, ezt mutatja például, hogy Justinianus uralkodása alatt sok olyan törvényt hoztak, ami kedvezett a nőknek. Justinianus később társcsászárnővé emelte Theodórát.
Több forrás is alátámasztja, hogy Theodóra fényes udvart tartott, és szeretett házasságokat szervezni. Prokopiosz azt írja, hogy volt egy udvarhölgye, bizonyos Antonina, aki Theodóra legbizalmasabb és legközelibb barátnője lett, és Theodóra közbenjárására a hadvezér Belizárhoz ment feleségül. Prokopiosz szerint Theodóra mindenben támogatta Antoninát, olyannyira, hogy amikor 542-ben Antonina férje, Belizár és néhány másik hadvezér belekeveredtek egy Justinianus elleni összeesküvésbe, Theodóra (akinek férje ekkor súlyos beteg volt) minden gyanúba kevert hadvezért kivégeztetett, kivéve Belizárt.

## Halála
Theodóra 548-ban halt meg hosszú betegeskedés után, rákban. Iusztinianosz, aki élete végéig imádta, nagyon mélyen meggyászolta. Iusztinianosz Theodóra tiszteletére városokat, tartományokat és épületeket nevezett el.

## Caesariai Prokopiosz
Prokopiosz két híres műve, az Épületekről és a Titkos történet, részletesen írja le ugyan Theodóra életét, azonban mégsem szabad minden állítását tényként kezelni. Prokopiosz, bár az Épületekrőlben Iusztinianoszt és Theodórát jóságos és kegyes uralkodóknak írja le, a Titkos történetben azt állítja, hogy Iusztinianosz egy démon, Theodóra pedig boszorkány volt. Prokopiosz írnok volt Iusztinianosz udvarában, titokban viszont a császár ellenségeivel értett egyet. Gyűlölte a császárt és Theodórát, mivel ők egy centralizált monarchiát akartak felépíteni. Olyanokat is írt műveiben, hogy amikor Iusztinianosz a trónusán ült, egyszerre csak eltűnt a feje, majd újra megjelent, vagy hogy Theodórának egy titkos laboratóriuma volt a föld alatt, ahol szerelemi bájitalokat és mérgeket kevert.